# Hampen
Hampen is een plaats in de Deense regio Midden-Jutland, gemeente Ikast-Brande, en telt 351 inwoners (2008).